# Кораблин, Сергей Александрович
Серге́й Алекса́ндрович Кора́блин (род. 29 июля 1958, Новоград-Волынский (ныне - Звягель) Житомирской области) — украинский экономист. Исследователь макроэкономических проблем. Доктор экономических наук (1996), профессор, член-корреспондент Национальной академии наук Украины, заместитель директора Института экономики и прогнозирования НАН Украины.

## Биография
Окончил Донецкий университет (1980) и КИНХ (1988).
В 1980—1989 годах работал в НПО «Кристалл». С 1989 года (с перерывом) — в Институте экономики НАНУ, с 1997 года главный н. с. Института экономики и прогнозирования НАНУ. С 2007 года заместитель, в 2011—2014 годах директор департамента анализа и прогнозирования денежно-кредитного рынка Нацбанка Украины (НБУ).
Под началом С. А. Кораблина получила магистерскую степень Білан Олена.